# Список экзопланет, открытых проектом HATNet
В рамках проекта HATNet по состоянию на 14 июля 2015 г. было открыто 55 экзопланет. Все они представляют собой горячие газовые гиганты, т.е. имеют массу, близкую к массе Юпитера и обращаются очень близко к родительской звезде. Исключение составляет объект HAT-P-13 c, который имеет массу 15,7 масс Юпитера, что позволяет его отнести к коричневым карликам. Объекты HAT-P-17 c, HAT-P-44 c и HAT-P-46 c являются неподтверждёнными кандидатами в планеты. Отметим, что планеты WASP-11b/HAT-P-10b и WASP-49b/HAT-P-27b были обнаружены практически одновременно с их параллельным открытием в обсерватории SuperWASP, и открытия были опубликованы одновременно. Все планеты были открыты транзитным методом (благодаря прохождению по диску своей звезды).